# ویتور کونستانسیو
ویتور کونستانسیو (انگلیسی: Vítor Constâncio؛ زادهٔ ۱۲ اکتبر ۱۹۴۳) یک سیاست‌مدار اهل پرتغال است.